# Gracjan Fróg
Gracjan Klaudiusz Fróg ps. „Góral”, „Szczerbiec” (ur. 8 grudnia 1911 w Laskówce, zm. 11 maja 1951 w Warszawie) – kapitan broni pancernych Wojska Polskiego II Rzeczypospolitej; dowódca 3 Wileńskiej Brygady Armii Krajowej.

## Okres przedwojenny
Był synem Stanisława Fróga i Bronisławy z domu Pawłowska. Uczęszczał do gimnazjum w Tarnobrzegu, w którym w 1930 zdał maturę. Następnie służył w Szkole Podchorążych Piechoty w Komorowie-Ostrowi Mazowieckiej, którą ukończył w 1933 z lok. 106 w stopniu podporucznika. Otrzymał przydział do 2 pułku Strzelców Podhalańskich w Sanoku. W 1936 został wysłany do Centrum Wyszkolenia Broni Pancernych w Modlinie, a następnie awansowany do stopnia porucznika. Po jego ukończeniu służył kolejno w 4 batalionie pancernym w Brześciu nad Bugiem i 7 batalionie pancernym w Grodnie.

## Okres wojny
Uczestniczył w wojnie obronnej 1939 jako dowódca szwadronu techniczno-gospodarczego w 33 dywizjonie pancernym, który działał w ramach Wileńskiej Brygady Kawalerii. Po bitwie pod Tomaszowem Lubelskim dostał się do niewoli niemieckiej, ale zdołał z niej uciec i dotarł do Przemyśla. Tam został aresztowany przez Sowietów, ale 3 listopada 1939 ponownie zbiegł. Powrócił do Wilna, gdzie związał się z konspiracją w ramach Kół Pułkowych; działał w Kole Pancerniaków. 19 marca 1941 został aresztowany przez NKWD i osadzony w więzieniu w Wilnie. Podczas przygotowywania transportu kolejowego w głąb ZSRR został uwolniony 23 czerwca tego roku przez polskich kolejarzy, którzy odczepili kilka ostatnich wagonów z więźniami.
Po zajęciu Wilna przez wojska niemieckie przeszedł do konspiracji w szeregach AK, współorganizował 17-osobowy Oddział Lotny im. Króla Bolesława Chrobrego AK. Od początku września 1943 dowodził oddziałem partyzanckim AK działającym w rejonie Sużan. Od grudnia 1943 do lutego 1944 współdziałał z 6 Wileńską Brygadą AK. W tym czasie jego oddział, liczący ok. 100 partyzantów, został nazwany 3 Wileńską Brygadą AK. Brał udział w licznych akcjach zbrojnych, m.in. w Turgielach, Rudominie, Polanach, Mikuliszkach, gdzie w styczniu 1944 rozbił ekspedycję karną niemieckiej żandarmerii i litewskiej policji pomocniczej. W nocy z 29 na 30 czerwca opanował Troki, zdobywając znaczne ilości broni, amunicji i wyposażenia wojskowego. W maju skutecznie walczył z litewskimi oddziałami Lietuvos Vietine Rinktine; ostatecznie w nocy z 13 na 14 maja 1944 po krwawej bitwie, w której został ranny, jego oddział opanował Murowaną Oszmiankę, rozbijając formacje LVR.
W dniach 6–8 lipca 1944 dowodząc 3 Wileńską Brygadą AK (ok. 750 partyzantów) brał udział w ciężkich walkach o wyzwolenie Wilna w ramach operacji Ostra Brama. 3 Brygada odniosła duże sukcesy, na pozycjach trwała do 8 lipca i podjęła współdziałanie bojowe z oddziałami sowieckimi. 14 lipca otrzymał awans do stopnia kapitana. 17 lipca 1944 na odprawie oficerów AK w Boguszach został aresztowany przez NKWD i osadzony w więzieniu na Łukiszkach w Wilnie, a następnie przewieziony na wschód do ZSRR, gdzie przebywał od 11 września 1944 w obozie NKWD nr 178 w Diagilewie pod Riazaniem.

## Prześladowania po wojnie, śmierć
22 marca 1946 udało mu się zbiec z obozu NKWD w Diagilewie w towarzystwie kpt. Jana Mickunasa ps. „Sterling” i ppor. Leonarda Stacewicza ps. „Sęk” (była to jedna z nielicznych udanych i najbardziej znanych ucieczek) i dotrzeć do Wilna, skąd przybył transportem repatriacyjnym do Łodzi.
10 lipca 1948 w Łodzi został aresztowany przez UB pod fałszywym zarzutem działalności konspiracyjnej w ramach Ośrodka Mobilizacyjnego Wileńskiego Okręgu AK mjr Antoniego Olechnowicza ps. „Pohorecki”. Oskarżono go też o współpracę z Niemcami w zwalczaniu partyzantki sowieckiej na Wileńszczyźnie. Po brutalnym śledztwie i po spreparowanym procesie 13 lutego 1951 Wojskowy Sąd Rejonowy w Warszawie skazał go na karę śmierci. 11 maja 1951 został stracony w więzieniu mokotowskim.
Po przeprowadzeniu procesu rehabilitacyjnego wyrokiem Wojskowego Sądu w Warszawie dnia 17.01.1969 r., który stwierdził fałszywość dowodów służących do sporządzenia aktu oskarżenia został oczyszczony z zarzutów, wyrok anulowano. Jego symboliczny grób znajduje się na Cmentarzu Wojskowym na Powązkach w Warszawie w Kwaterze na Łączce.

## Odznaczenia
- Krzyż Srebrny Orderu Wojennego Virtuti Militari – dwukrotnie odznaczony w tym raz pośmiertnie,
- Srebrny Krzyż Zasługi z Mieczami
- Krzyż Walecznych.

## Upamiętnienie
- Tablica upamiętniająca żołnierzy 3 Wileńskiej Brygady AK - wewnątrz bazyliki Mariackiej w Gdańsku
- Tablica poświęcona 3 Wileńskiej Brygadzie Armii Krajowej w kościele pw. Matki Boskiej Ostrobramskiej w Szczecinie.
- Epitafium poległych, zamordowanych i zaginionych żołnierzy 3 Brygady „Szczerbca” w kościele garnizonowym pw. Św. Elżbiety we Wrocławiu.
- W Tarnobrzegu istnieje rondo jego imienia
- Decyzją nr 15/MON Ministra Obrony Narodowej z dnia 28 lutego 2018 4 Warmińsko-Mazurska Brygada Obrony Terytorialnej przyjęła imię kpt. Gracjana Klaudiusza Fróga, ps. „Szczerbiec”[8].